# Federico Guzmán Frías
Federico Guzmán Frías (Santiago de Xile, 1827 - París, 1885) va ser un pianista i compositor xilè.
Com a pianista va triomfar a la Sala Hertz de París i en els principals escenaris europeus i sud-americans. El seu catàleg és proper a les 200 obres i més de 50 van ser publicades a Europa, Brasil, Perú i Xile.
Entre les seves obres destaquen les escrites per a piano, com Zamacueca i Elegia, per a piano i veu, Mazurkas, poloneses, redowas, valsos i cançons.